# Thomas Kapielski
Thomas Alfred Franz Kapielski (* 16. September 1951 in Berlin) ist ein deutscher Autor, bildender Künstler und Musiker.

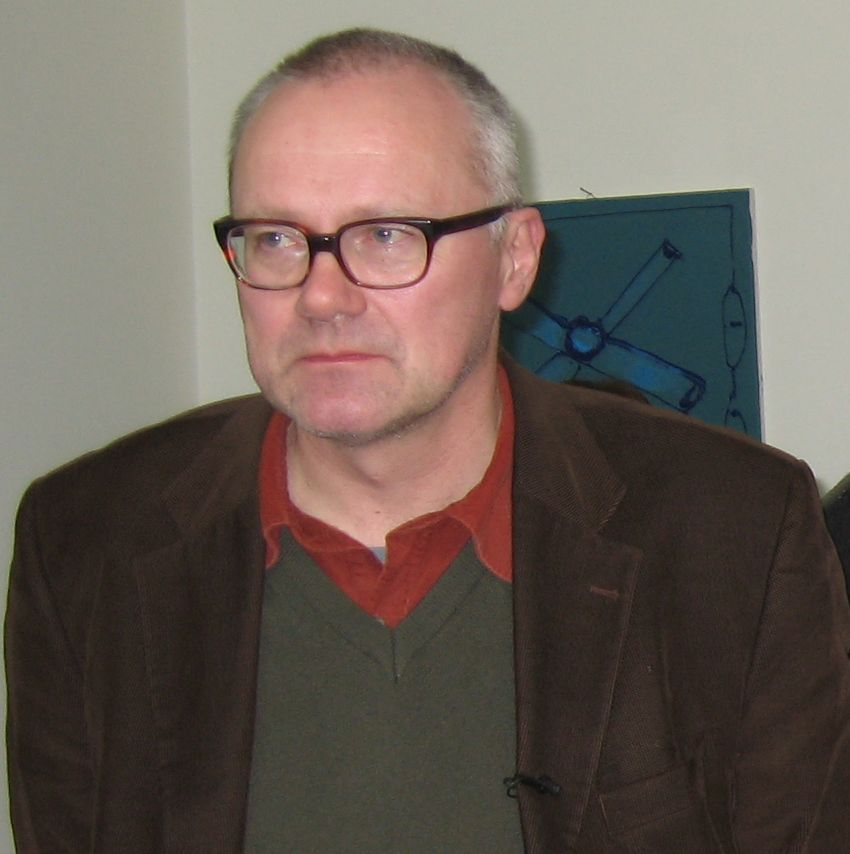
Thomas Kapielski (2006)

## Leben
Thomas Kapielski wurde 1951 in Berlin-Charlottenburg geboren und lebte mit Schwester und Eltern in seinen ersten Lebensjahren dort. Nach dem Umzug nach Berlin-Neukölln besuchte er die Fritz-Karsen-Schule in Berlin-Britz. Nach dem Abitur studierte er Geografie, Philologie und Philosophie an der Freien Universität Berlin. Gegen Ende der 1970er Jahre begann Kapielski mit einer umfassenden künstlerischen Betätigung. Er schrieb Konzeptuelles, begann mit Objekten, Fotografien, Collagen und Gemälden, die Alltägliches aufgriffen, mit Texten verbanden und das Absurde, Außergewöhnliche des gewöhnlichen Lebens hervorhoben.
Ab Anfang der 1980er Jahre wurde Kapielski dann auch als Musiker tätig, wobei er – unter anderem gemeinsam mit Frieder Butzmann – meist minimalistische, avantgardistische Stücke aufnahm und aufführte, die Alltagsgeräusche, Krach und Worte mixten. Sie wurden in dieser Zeit der Szene der Berliner Genialen Dilletanten zugeordnet. Zu ebendieser Zeit begann Kapielski häufiger zu fotografieren und etablierte in den folgenden Jahren eine außergewöhnliche Art von Diashows. Die Zuverlässigkeit von Hafthaken, die kleinsten Reisebüros der Welt, Autos mit wunden Augen und andere Erfahrungen aus der äußeren Welt wurden zu Dia-Abend-Themen.
Eine erste Veröffentlichung, Der bestwerliner Tunkfurm, erschien 1984. In den nächsten Jahren nahmen Kapielskis literarische Aktivitäten – kombiniert mit Diaschauen, oft gemeinsam mit Helmut Höge und Sabine Vogel – zu. Im Maas Verlag erschien Aqua Botulus, im Karin Kramer Verlag Der Einzige und sein Offenbarungseid: Verlust der Mittel. Gegen allzu großen Erfolg wehrte er sich jedoch durch Unberechenbarkeit. Seine Tätigkeit als Kolumnist für die taz endete 1988 mit einem Eklat, nachdem Kapielski in einem Artikel die Edeldisco Dschungel als „gaskammervoll“ bezeichnet hatte.
Kapielski publizierte ab den 1990er Jahren u. a. in der Zeit, der FAZ, der Frankfurter Rundschau. Weitere Bücher erschienen beim Berliner Merve Verlag, dem Kapielski lange schon freundschaftlich verbunden war: an erster Stelle Davor kommt noch und Danach war schon. Beide Bücher schafften es auch in die SWR-Bestenliste und wurden daraufhin von Zweitausendeins wiederveröffentlicht. Das Valentin-Musäum in München sorgte zudem für eine Werkschau und einen Katalog von Kapielskis bildnerischem Werk. 1999 wurde Thomas Kapielski zum Ingeborg-Bachmann-Preis nach Klagenfurt eingeladen, gewann aber keinen Preis.
Es folgten als Bände mit Aufzeichnungen Sozialmanierismus, Weltgunst, Mischwald und Ortskunde bei Merve, Zweitausendeins, Suhrkamp und Urs Engeler Editor. Diese Bücher bieten eine ungewöhnliche Mischung aus Aphorismen, Alltagsgeschichten, Philosophie, Kunsttheorie und Abseitigem. Dennoch entbehren sie nicht der Komposition; so hat Kapielski zum Beispiel mit Zeitbehälter. Kleine Festordnung eine Prosa-Kontrafaktur von Ovids Fasti (‚Festkalender‘) vorgelegt.
Sein sozio-politischer Einsatz ist in der Verteidigung des Stammtisches als Ort der freien Rede und der Kneipe per se – Weltkulturerbe „Goldener Hahn“ am Heinrichplatz chez Inge mit Bernd Kramer – zu sehen. Musikalisch ist Kapielski beim Original Oberkreuzberger Nasenflötenorchester aktiv. Künstlerisch hat er sich in den Jahren 2005 und 2006 wieder mehr dem Bildnerischen zugewandt: Als besondere Form der Kunstbetriebskritik macht er sich in mehreren Einzelausstellungen (Berlin, Zürich) mit Ölgemälden („Ölschinken“) über die Mechanismen der Wertschöpfung durch Kunst lustig. Die hierzu gehörige Kunsttheorie ist in seinem 2006 bei Merve erschienenen Buch Anblasen zu lesen.
Von 1998 bis 2004 war er als Gast-Professor für Performance an der Hochschule für Bildende Künste Braunschweig tätig.
Er war Autor der von 2006 bis 2015 erschienenen Zeitschrift Floppy myriapoda.

## Werke

### Bildende Kunst
- Kapielski – Schwarzweiss. Kapielski grüßt den Rest der Welt. Bierverlag, Berlin 1981.
- Nach Einbruch der Nüchternheit. Werkkatalog 1979 bis 1996. Wiens Verlag, Berlin 1996.
- Veduten, Lampen, Tierchen. Art Book Cologne, Köln 2008, ISBN 978-3-940602-02-2.
- Sezessionistische Heizkörperverkleidungen. Kunsthalle Göppingen.
- De Dingsbums non est disputandum. Städtische Galerie Delmenhorst.
- Sächsische Quadrupels. Galerie Marlene Frei, Zürich 2011.

### Musik
- Rosa rauscht. 1982.
- mit Frieder Butzmann: Guten Morgen, Mammi! 1986.
- mit Frieder Butzmann: War Pur War. 1987.
- Mit dem Original Oberkreuzberger Nasenflötenorchester – Der Grindchor: Kuschelrotz. 1998.
- Mit dem Original Oberkreuzberger Nasenflötenorchester – Der Grindchor: Stille Tage in Rüsselsheim. 2002.
- Mit dem Original Oberkreuzberger Nasenflötenorchester – Der Grindchor: Popelärmusik. 2007.

### Mixed media
- Abstehende Röhren. Zweitausendeins, Frankfurt am Main 2002, ISBN 3-86150-458-8. Hörbuch und multimedia-CD-ROM.
- Ringkompressor. Zweitausendeins, Frankfurt am Main 2006, ISBN 3-86150-671-8. Hörbuch und multimedia-CD-ROM.

## Ausstellung
- Thomas Kapielski: Nutzkunst und Thomas Kapielski mit Vorbildern & Nachfahren. Robert Filliou, Thomas Haemmerli, Felix Jungo, Jürgen Klauke, Dieter Meier, Dieter Roth, Tomas Schmit, Benedikt Stäubli, André Thomkins, in der Galerie & Edition Marlene Frei, Zürich 2018.[6]
- De dingsbums non est disputandum, in der Städtischen Galerie Delmenhorst, 1. Juli bis 4. September 2011.

## Radiofeature
Thomas Kapielski wirkte im Radiofeature Bruno S. – „Als ich Mensch wurde, musste ich sterben“ vom Autorenduo Krausedoku als Sprecher und Zeitzeuge mit.

## Auszeichnungen
- 1999: Sprengel-Preis für Bildende Kunst der Niedersächsischen Sparkassenstiftung
- 1999: Ben-Witter-Preis
- 2002: März-Efeu „Für einen Autor, den wir gern bei MÄRZ verlegt hätten.“ Barbara Kalender & Jörg Schröder, Berlin
- 2010: Preis der Literaturhäuser
- 2011: Kasseler Literaturpreis für grotesken Humor
- 2012: Ochsenbandorden, Husum
- 2016: Sondermann-Preis für komische Kunst